# Wereldkampioenschappen synchroonzwemmen 1998 – Solo vrouwen
De solo vrouwen tijdens de wereldkampioenschappen synchroonzwemmen 1998 vond plaats in Perth, Australië.

## Uitslag
De eerste twaalf solisten, hier aangegeven met groen, gingen door naar de finale.
| Rang   | Naam                    | Land                | Kwalificatie | Kwalificatie | Finale        | Finale        |
| Rang   | Naam                    | Land                | Punten       | Rang         | Punten        | Rang          |
| ------ | ----------------------- | ------------------- | ------------ | ------------ | ------------- | ------------- |
| Goud   | Olga Sedakova           | Rusland             | 99,0860      | 1            | 99,3040       | 1             |
| Zilver | Virginie Dedieu         | Frankrijk           | 97,7200      | 2            | 98,1540       | 2             |
| Brons  | Miya Tachibana          | Japan               | 97,2260      | 3            | 97,5300       | 3             |
| 4      | Kristina Lum-Underwood  | Verenigde Staten    | 95,2260      | 4            | 95,7900       | 4             |
| 5      | Giovanna Burlando       | Italië              | 95,0470      | 5            | 95,6970       | 5             |
| 6      | Kasia Kulesza           | Canada              | 94,9500      | 6            | 95,3400       | 6             |
| 7      | Li Min                  | China               | 93,8340      | 7            | 94,2240       | 7             |
| 8      | Christina Thalassinidou | Griekenland         | 93,6530      | 8            | 93,6110       | 8             |
| 9      | Choi Yoo-jin            | Zuid-Korea          | 92,8990      | 10           | 92,9430       | 9             |
| 10     | Gemma Mengual           | Spanje              | 92,8990      | 9            | 92,8990       | 10            |
| 11     | Lillian Leal            | Mexico              | 92,8970      | 11           | 92,7230       | 11            |
| 12     | Rahel Hobi              | Zwitserland         | 91,7630      | 12           | 91,4590       | 12            |
| 13     | Naomi Young             | Australië           | 90,3200      | 13           | Uitgeschakeld | Uitgeschakeld |
| 14     | Sylvia Donker           | Nederland           | 89,2130      | 14           | Uitgeschakeld | Uitgeschakeld |
| 15     | Sarah Lindholm          | Zweden              | 88,1170      | 15           | Uitgeschakeld | Uitgeschakeld |
| 16     | Olesija Zjatseva        | Oekraïne            | 87,8930      | 16           | Uitgeschakeld | Uitgeschakeld |
| 17     | Gayle Adamson           | Verenigd Koninkrijk | 87,7240      | 17           | Uitgeschakeld | Uitgeschakeld |
| 18     | Fernanda Monteiro       | Brazilië            | 87,7170      | 18           | Uitgeschakeld | Uitgeschakeld |
| 19     | Angela Horwath          | Oostenrijk          | 87,2770      | 19           | Uitgeschakeld | Uitgeschakeld |
| 20     | Kenia Perez-Guerra      | Cuba                | 86,7570      | 20           | Uitgeschakeld | Uitgeschakeld |
| 21     | Natalja Sacharoek       | Wit-Rusland         | 84,9070      | 21           | Uitgeschakeld | Uitgeschakeld |
| 22     | Erika Piedrahita        | Colombia            | 84,3790      | 22           | Uitgeschakeld | Uitgeschakeld |
| 23     | Maria Gabriela Pinango  | Venezuela           | 83,7430      | 23           | Uitgeschakeld | Uitgeschakeld |
| 24     | Zsuzanna Hamori         | Hongarije           | 83,7110      | 24           | Uitgeschakeld | Uitgeschakeld |
| 25     | Aliya Karimova          | Kazachstan          | 83,6330      | 25           | Uitgeschakeld | Uitgeschakeld |
| 26     | Livia Allárová          | Slowakije           | 81,8530      | 26           | Uitgeschakeld | Uitgeschakeld |
| 27     | Jacquelyn Chan          | Maleisië            | 79,8060      | 27           | Uitgeschakeld | Uitgeschakeld |
| 28     | Judi-Ann van Niekerk    | Zuid-Afrika         | 78,4410      | 28           | Uitgeschakeld | Uitgeschakeld |
| 29     | Jessica Posner          | Aruba               | 78,0240      | 29           | Uitgeschakeld | Uitgeschakeld |